# Carlos Gomes
Antônio Carlos Gomes (Campinas, 11 de julho de 1836 — Belém, 16 de setembro de 1896) foi o mais importante compositor de ópera brasileiro. Destacou-se pelo estilo romântico, com o qual obteve carreira de destaque na Europa. Foi o primeiro compositor brasileiro a ter suas obras apresentadas no renomado Teatro alla Scala, em Milão, na Itália. É o autor da ópera O Guarani e patrono da cadeira de número 15 da Academia Brasileira de Música.
Teve o nome inscrito no Livro dos Heróis e Heroínas da Pátria, em 26 de dezembro de 2017.

## Primeiros anos

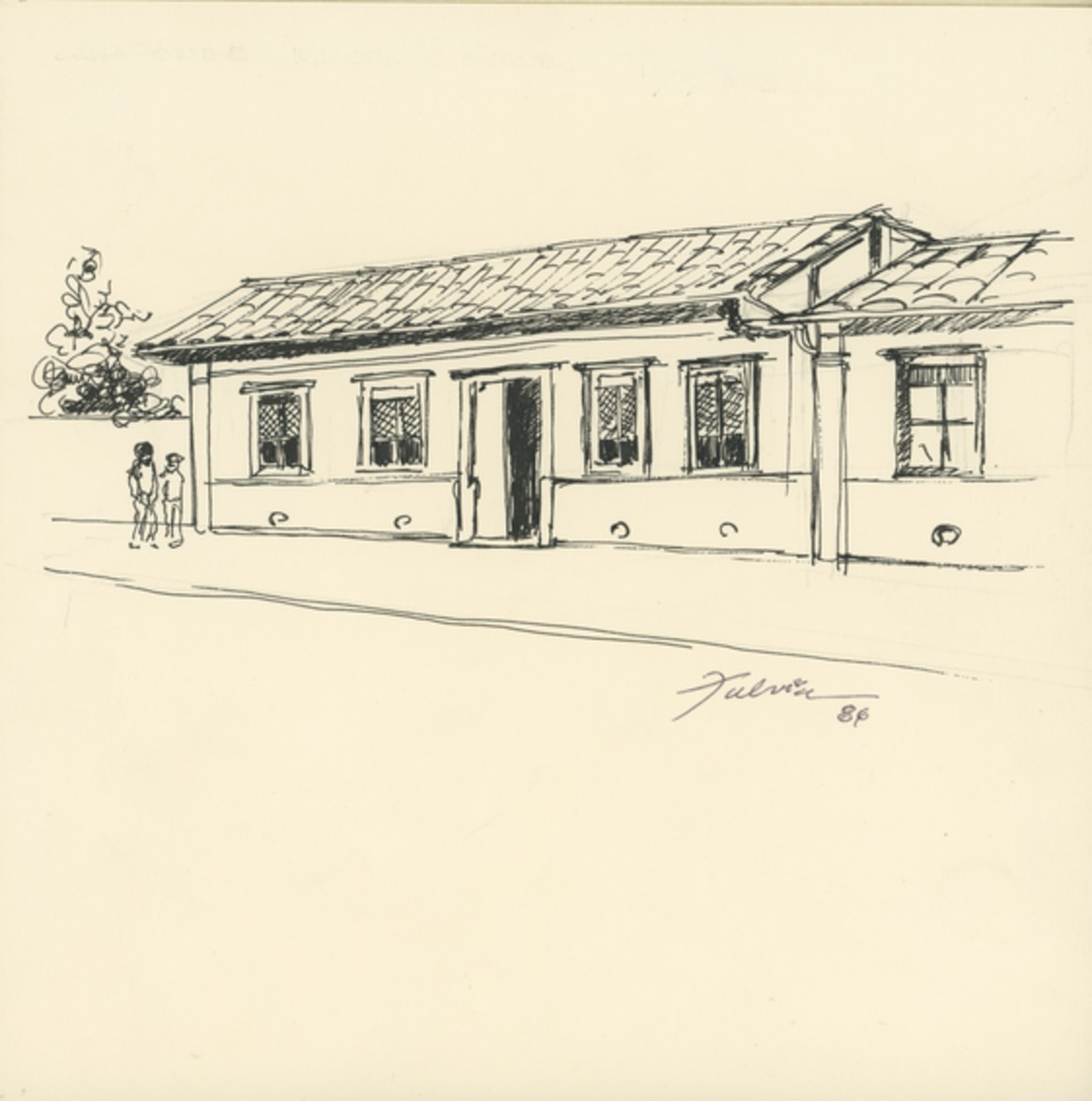
Casa onde nasceu Carlos Gomes em Campinas.

Carlos Gomes ficou conhecido por Nhô Tonico, apelido com o qual assinava até em suas dedicatórias. Nasceu numa segunda-feira, em uma humilde casa da Rua da Matriz Nova, em Campinas - SP. Foram seus pais Manuel José Gomes (Maneco Músico) e dona Fabiana Jaguari Gomes.
A vida de Antônio Carlos Gomes foi marcada pela dor. Muito criança ainda, perdeu a mãe, tragicamente assassinada aos vinte e oito anos. Seu pai vivia em dificuldades, com diversos filhos para sustentar. Com eles formou a Banda Musical de Campinas, onde Carlos Gomes iniciou seus passos artísticos e, posteriormente, substituiria seu pai na direção do grupo. Desde cedo revelou seus pendores musicais, incentivado pelo pai e, depois, por seu irmão, José Pedro de Sant'Anna Gomes, fiel companheiro das horas amargas.
É na banda do pai que Carlos Gomes, em conjunto com seus irmãos, executa as primeiras apresentações em bailes e em concertos. Nessa época alternava o tempo entre o trabalho numa alfaiataria, costurando calças e paletós, e o aperfeiçoamento dos seus estudos musicais.
Aos 15 anos de idade compôs valsas, quadrilhas e polcas. Aos 18 anos, em 1854, compôs a Missa de São Sebastião, sua primeira missa, repleta de misticismo. Na execução cantou alguns solos. A emoção que lhe embargava a voz comoveu a todos os presentes, especialmente ao irmão mais velho, que lhe previa os triunfos. Em 1857, compôs a modinha Suspiro d'Alma, com versos do poeta romântico português Almeida Garrett.
Ao completar 23 anos, já apresentara vários concertos com o pai. Ainda moço lecionava piano e canto, dedicando-se também com afinco ao estudo das óperas, demonstrando preferência por Giuseppe Verdi. Era conhecido também em São Paulo, onde frequentemente realizava concertos. Compôs o Hino Acadêmico, ainda hoje cantado pela mocidade da Faculdade de Direito de São Paulo. Aqui recebeu os mais amplos estímulos e todos, sem discrepância, apontavam-lhe o rumo da Corte, em cujo Imperial Conservatório de Música poderia aperfeiçoar-se. Todavia, Carlos Gomes não podia viajar porque não tinha recursos.

## Sua primeira ópera

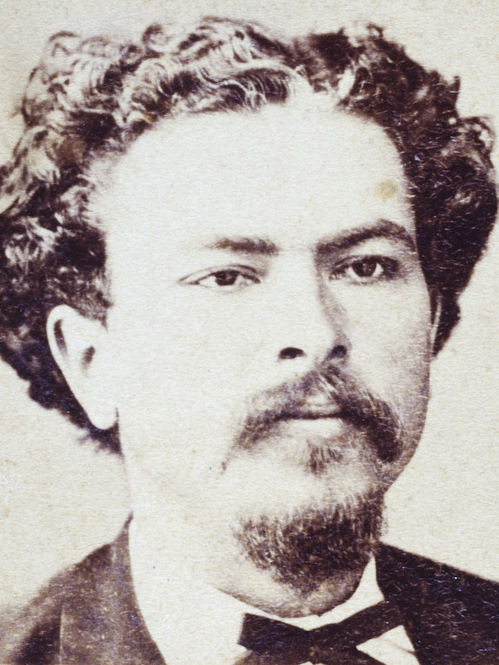
Carlos Gomes em 1874.

Em 4 de setembro de 1861, estreou-se no Teatro Lyrico Fluminense A Noite do Castelo, o primeiro trabalho de fôlego de Antônio Carlos Gomes, baseado na obra de Antônio Feliciano de Castilho. Constituiu uma grande revelação e um êxito sem precedentes nos meios musicais do país. Carlos Gomes foi levado para casa em triunfo por uma entusiástica multidão, que o aclamava sem cessar. O imperador D. Pedro II, também entusiasmado com o sucesso do jovem compositor, agraciou-o com a Imperial Ordem da Rosa.
Carlos Gomes conquistou logo a Corte. Tornou-se uma figura querida e popular. Seus cabelos compridos eram motivo de comentários e até ele ria das piadas. Certa vez, viu um anúncio que fora emendado: de "Tônico para cabelos", fizeram "Tonico, apara os cabelos!".
A saudade de sua querida Campinas e de seu velho pai atormentava-lhe o coração. Pensando também na sua amada Ambrosina, com quem namorava, moça da família Correia do Lago, Carlos Gomes escreveu Quem sabe?, de uma poesia de Bittencourt Sampaio, cujos versos "Tão longe, de mim distante… " ainda são cantados pela nossa geração.
Dois anos depois desse memorável triunfo, Carlos Gomes apresentou sua segunda ópera, Joana de Flandres, com libreto de Salvador de Mendonça, levada à cena em 15 de setembro de 1863.
Como corolário do êxito, na Congregação da Academia Imperial de Belas Artes, foi lido um ofício do diretor do Conservatório de Música do Rio de Janeiro, comunicando ter sido escolhido o aluno Antônio Carlos Gomes para ir à Europa, às expensas da Empresa de Ópera Lírica Nacional, conforme contrato com o governo Imperial. Estava assim concretizada a velha aspiração do moço campineiro, que, mesmo comovido, ao ir agradecer ao Imperador a magnanimidade, ainda se lembrou do seu velho pai e solicitou para este, o lugar de mestre da Capela Imperial. Dom Pedro II, enternecido ante aquele gesto de amor filial, acedeu.

## Europa

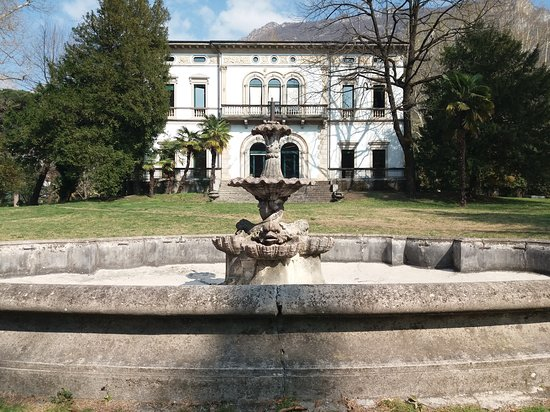
Villa Gomes em Lecco na Itália, casa que Carlos Gomes morou de 1881 até 1887.

Dom Pedro II preferia que Carlos Gomes fosse para a Alemanha, onde pontificava o grande Wagner, mas a imperatriz, Dona Teresa Cristina, napolitana, sugeriu-lhe a Itália.
A 8 de novembro de 1863, o estudante partiu a bordo do navio inglês Paraná, entre calorosos aplausos dos amigos e admiradores, que se comprimiam no cais. Levava consigo recomendações de Dom Pedro II para o Rei Fernando, de Portugal, pedindo que apresentasse Carlos Gomes ao diretor do Conservatório de Milão, Lauro Rossi. O jovem compositor passou por Paris, onde assistiu a alguns espetáculos líricos, mas seguiu logo para Milão.
Lauro Rossi, encantado com o talento do jovem aluno, passou a protegê-lo e a recomendá-lo aos amigos. Em 1866, Carlos Gomes recebia o diploma de mestre e compositor e os maiores elogios de todos os críticos e professores. A partir dessa data, passou a compor. Sua primeira peça musicada foi Se sa minga, em dialeto milanês, com libreto de Antonio Scalvini, estreada, em 1 de janeiro de 1867, no Teatro Fossetti. Um ano depois, surgia Nella Luna, com libreto do mesmo autor, levada à cena no Teatro Carcano.

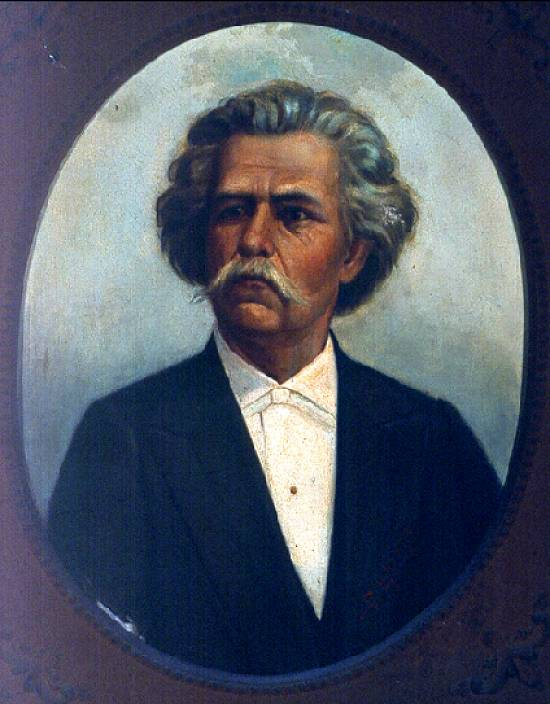
Retrato de Carlos Gomes por Benedito Calixto

Carlos Gomes já gozava de merecido renome na cidade de Milão, grande centro artístico, mas continuava saudoso da pátria e procurava um argumento que o projetasse definitivamente. Certa tarde, em 1867, passeando pela Praça do Duomo, ouviu um garoto apregoando: "Il Guarany! Il Guarany! Storia interessante dei selvaggi del Brasile!" Tratava-se de uma péssima tradução do romance de José de Alencar, mas aquilo interessou de súbito o maestro, que comprou o folheto e procurou logo Scalvini, que também se impressionou pela originalidade da história. E assim surgiu Il Guarany, que apesar de não ser a sua melhor obra, foi aquela que o imortalizou. A noite de estreia da nova ópera, foi 19 de março de 1870.
A ópera ganhou logo enorme projeção, pois se tratava de música agradável, com sabor bem brasileiro, onde os índios tinham papel de primeiro plano. Foi representada em toda a Europa e na América do Norte.
O grande Verdi, já glorioso e consagrado, teria dito de Carlos Gomes, nessa noite memorável: "Questo giovane comincia dove finisco io!" ("Este jovem começa onde eu termino!").
Na noite de 2 de dezembro de 1870, aniversário do imperador D. Pedro II, foi estreada a ópera no Teatro Lírico Provisório, no Rio de Janeiro. Os principais trechos foram cantados por amadores da Sociedade Filarmônica. O maestro viveu horas de intensa consagração e emoção. Depois, O Guarani foi levado à cena nos dias 3 e 7 de dezembro, sendo que, nesta última noite, em benefício do autor. Nesta data, o maestro ficou conhecendo André Rebouças. Após o espetáculo, houve uma alegre marche au flambeaux, com música, até ao Largo da Carioca, onde estava hospedado Carlos Gomes na casa de seu amigo Júlio de Freitas.
Por intermédio de André Rebouças, o compositor foi apresentado ao ministro do Império, João Alfredo Correia de Oliveira, em sua casa, nas Laranjeiras. Em 1871, a 1º de janeiro, Carlos Gomes vai a Campinas visitar seu irmão e protetor José Pedro Santana Gomes. Em 18 de fevereiro, com André Rebouças, despede-se do imperador, em São Cristóvão. No dia 23, segue para a Europa

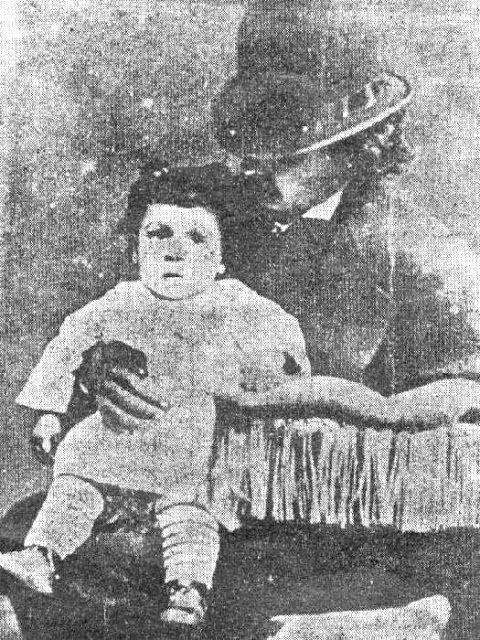
Carlos Gomes com o filho Andre no colo, em 1874.

Na Itália, Carlos Gomes casou-se com Adelina Peri, que devotou toda sua vida ao maestro. Do casamento nasceram cinco filhos, muito amados pelo compositor. Todavia, um a um foram morrendo em tenra idade, tendo restado somente Ítala Gomes Vaz de Carvalho, autora de um livro que honrou a memória de seu pai.
Na península, Carlos Gomes escreveu, a seguir, Fosca, considerada por ele sua melhor obra, Salvator Rosa e Maria Tudor.
Em 1866, recebeu Carlos Gomes, de novo no Brasil, uma justa consagração na Bahia, onde, a pedido do grande pianista português, Artur Napoleão, compôs o Hino a Camões, para o Quarto Centenário Camoniano, executado simultaneamente ali e na Corte, com grande sucesso.
O compositor, porém, não mais perseguia somente a glória. Abalado por seguidos e profundos desgostos, doente, desiludido, procurava uma situação que lhe permitisse viver em sua pátria e ser-lhe útil. Seu estado, contudo, era mais grave do que supunha.
De volta à Itália, compôs a grande ópera Lo Schiavo, que entretanto, por vários motivos, não pôde ser representada ali. Foi levada à cena pela primeira vez em 27 de setembro de 1889, no Rio de Janeiro, em homenagem à Princesa Isabel, a Redentora, com esplêndido sucesso. Interessante dizer que a abertura desta ópera, Alvorada, foi composta na Ilha de Paquetá, no município do Rio de Janeiro, onde se encontra um busto de Carlos Gomes, pouco conhecido.

## Seus últimos anos de vida

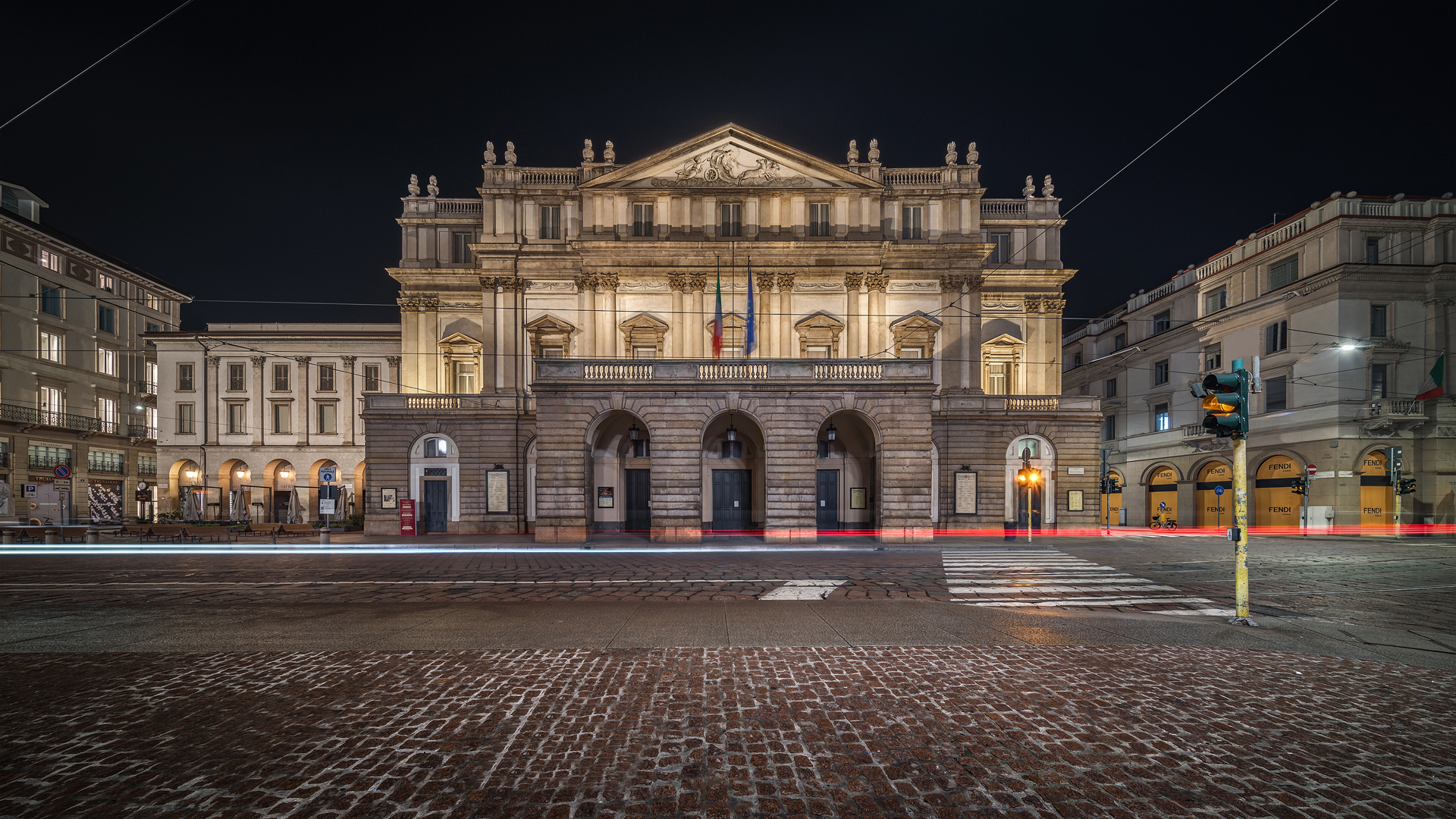
O Teatro alla Scala, de Milão.

No dia 3 de fevereiro de 1891, outra vez na Itália, Carlos Gomes estreia com grande êxito no Scala de Milão, a ópera Condor. A obra apresentara uma nova forma, muito mais próxima do recitativo moderno.
O tumor maligno na língua e garganta que o levaria ao túmulo, nessa época, fazia-o sofrer dolorosamente. Todavia, as desilusões, as decepções, a ingratidão de seus compatriotas e as dores físicas ainda não lhe haviam quebrado a resistência. Ainda estava à espera de sua nomeação para o cargo de diretor do Conservatório de Música, no Brasil. Nesse tempo foi proclamada a República, e seu grande amigo e protetor, Dom Pedro II, foi exilado, com grande mágoa de Carlos Gomes. O governo da recém-instalada república ofereceu-lhe a quantia de 20.000$000 (vinte contos de réis) para que compusesse um novo hino nacional, mas o maestro recusou-se em respeito ao imperador deposto. Compôs, ainda, Colombo em 1892, poema coral sinfônico que, incompreendido pelo grande público, não obteve êxito.
Em 1895, foi recebido pelo povo paraense com enternecedoras manifestações de apreço. Suas óperas encenadas no Theatro da Paz obtiveram muito sucesso e o compositor foi convidado, pelo governador Lauro Sodré, a viver em Belém e organizar e dirigir o conservatório daquele estado.
Carlos Gomes volta para a Itália, a fim de pôr em ordem suas coisas, despedir-se dos filhos e reunir elementos para uma obra grandiosa que, apesar de seu estado, sempre mais grave, ainda conseguiu realizar. Amigos aconselharam-no a fazer uma estação em Salso Maggiore, mas ele desejava partir, quanto antes, para sua pátria. Chegou a Lisboa, por estrada de ferro e recebeu comovedora homenagem. A 8 de abril de 1895, nessa mesma cidade, sofre a primeira intervenção cirúrgica na língua, sem resultados animadores.
Em abril de 1896 retorna ao Brasil e assume a direção do Conservatório Carlos Gomes, em Belém do Pará. No entanto, a saúde agravava-se cada vez mais e os esforços médicos não conseguiam diminuir as dores. No dia 11 de julho, data de seu aniversário, as homenagens tributadas ao compositor davam a medida da afetividade que inspirava. Em vários pontos da cidade ouviam-se os acordes da protofonia de O Guarani, e os jornais alimentavam a dor pública com o relatório constante do agravamento do estado geral do compositor. Estava montado o cenário onde aconteceria a representação final do artista genial, do brasileiro ilustre, do consagrado testa di leone (cabeça de leão, devido à farta cabeleira), como algumas publicações italianas o chamavam. 

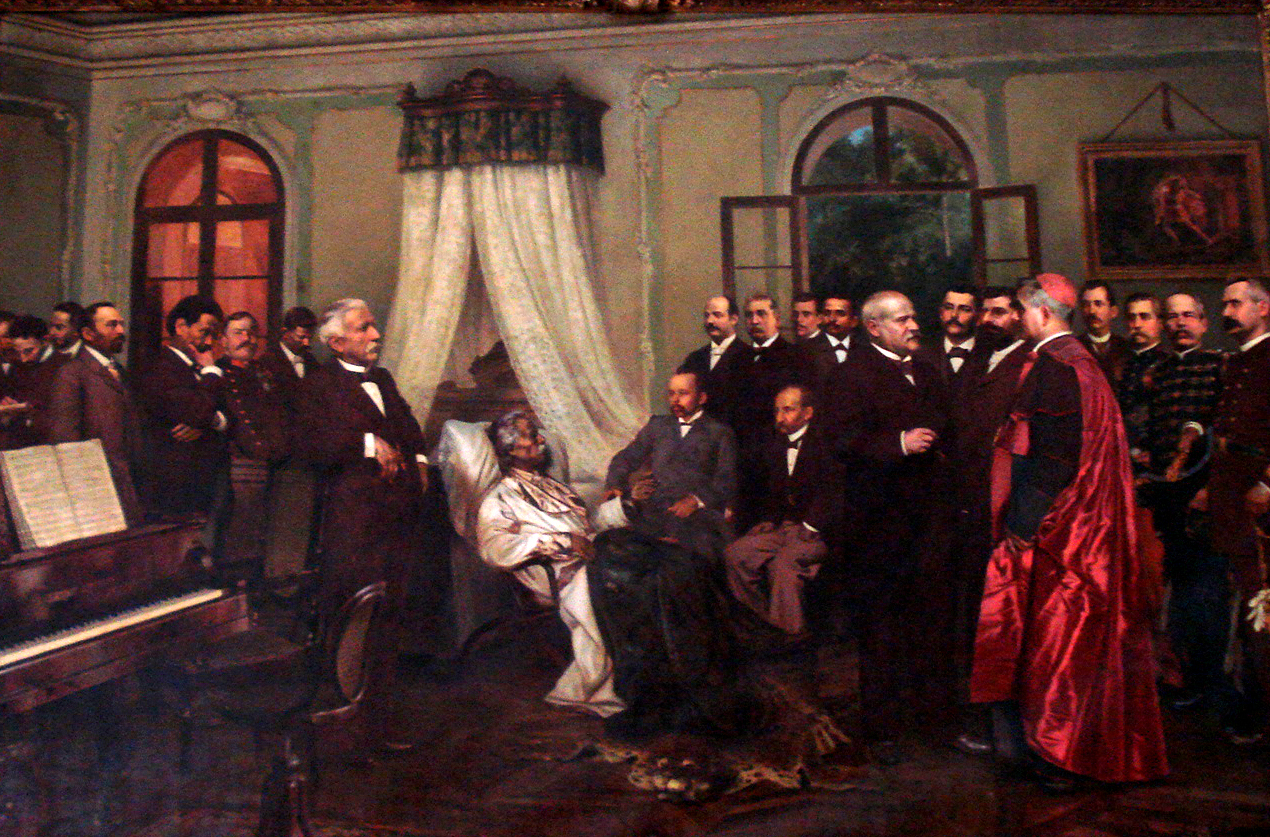
Os Últimos Dias de Carlos Gomes - Intendência Municipal de Belém.

Cercado por autoridades e amigos, com o governador Lauro Sodré à cabeceira, Carlos Gomes morreu às 22 horas e 20 minutos de 16 de setembro de 1896. Seu corpo foi embalsamado, fotografado e em seguida exposto à visitação pública, cercado de flores e objetos como partituras e instrumentos, bem de acordo com a idealizada "morte bela" do Romantismo. Descrevendo os cenários da morte, os jornais relatavam com solenidade o acontecimento, destacando o repouso, o sono intérmino, o triunfo silente do grande artista. Diziam os jornais, o maestro não morrera; antes, cruzara os umbrais da Fama. Dois dias depois do falecimento, o corpo do maestro foi transferido para o conservatório de música. O cortejo varou a noite de Belém. Desatrelado das parelhas de animais, o carro funerário era conduzido pelo povo, numa insólita romaria colonial, anunciada pelos acordes de O Guarani e iluminada pelas velas e archotes levados no préstito ou dispostos nas varandas das casas. De 18 a 20 de setembro de 1896, o corpo ficou exposto em câmara ardente, nos salões do conservatório de música, que se transformou em santuário cívico e espaço para as representações do afeto coletivo pelo compositor, como registram as imagens de época. Em seguida, foi levado para o Cemitério da Soledade, um misto de panteão e cemitério-jardim, onde estavam sepultados heróis da guerra do Paraguai, como o general Henrique Gurjão, acompanhado por aproximadamente 70 mil pessoas, que levavam andores, quadros, alegorias e guirlandas. Numa Belém, cujos círculos letrados eram fortemente influenciados pelo positivismo, mas a gente do povo cristã, o cortejo fúnebre tornou-se uma verdadeira procissão cívica, em grande parte por iniciativa também do governo do Pará, que instrumentalizou a morte de Carlos Gomes.

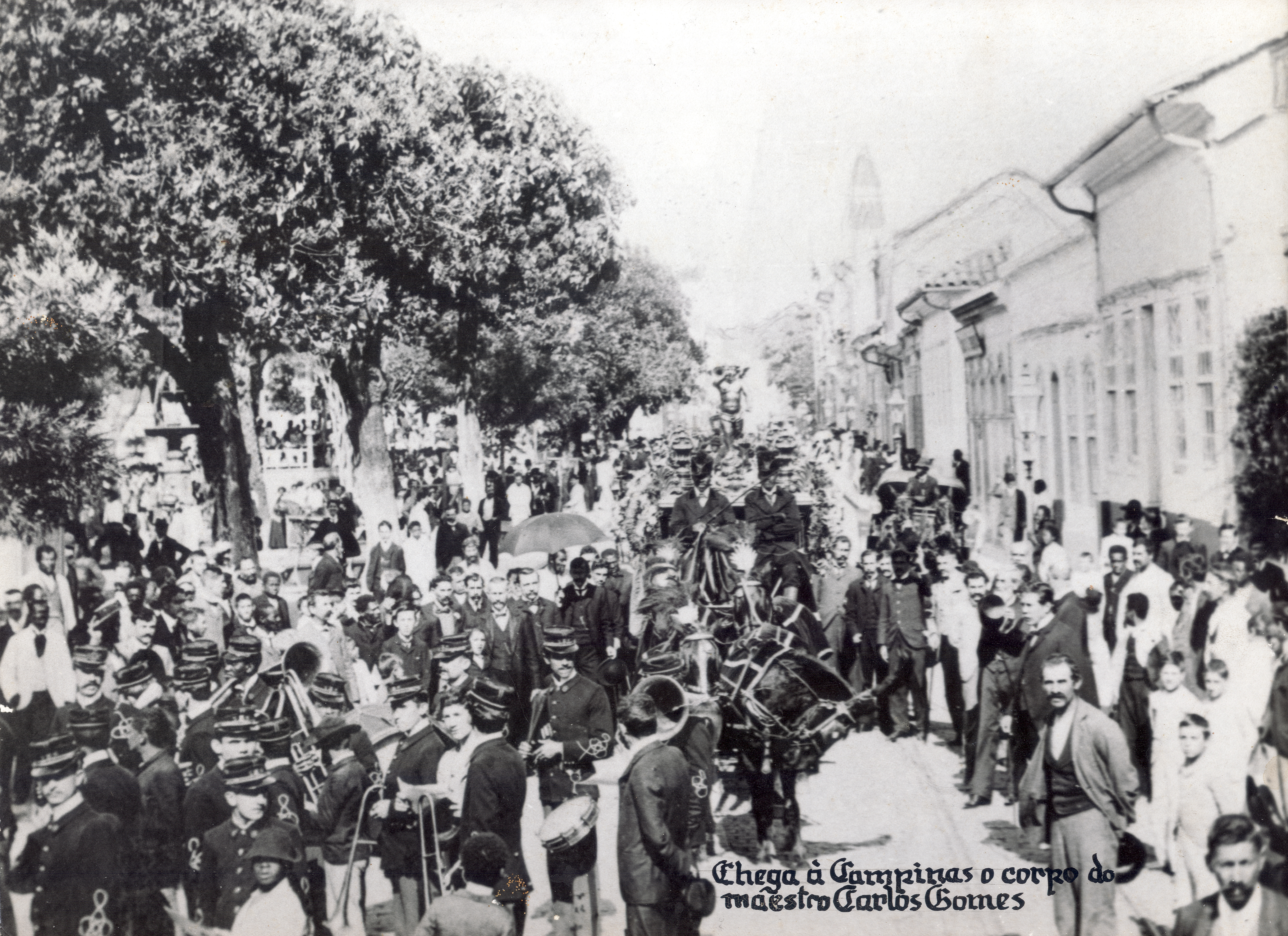
Chegada do corpo do maestro Carlos Gomes a Campinas.

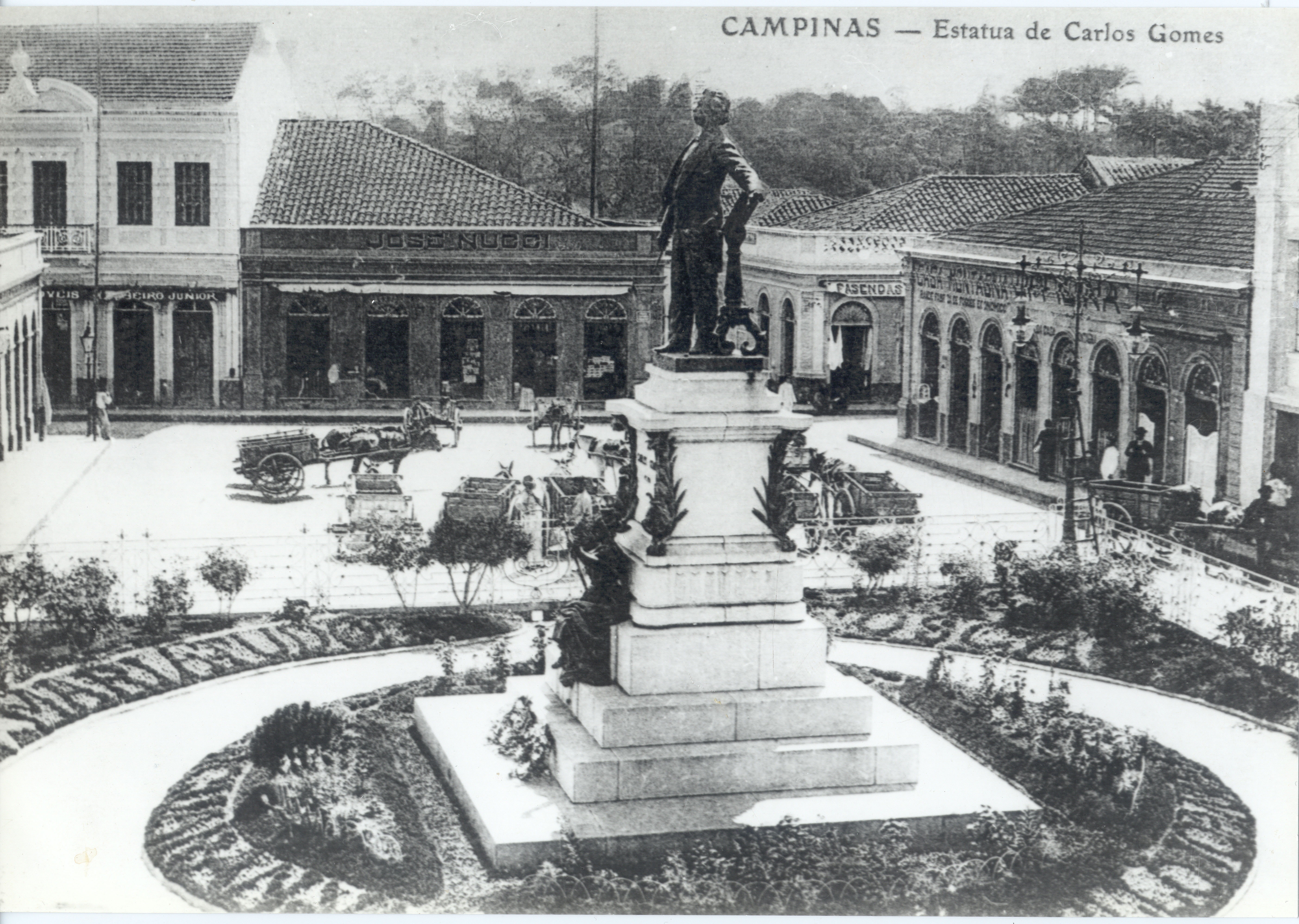
Monumento-túmulo do compositor e maestro Carlos Gomes, localizado no Largo do Carmo, em Campinas.

O maestro, porém, não foi sepultado em Belém. A pedido do presidente do estado de São Paulo, Campos Sales, o compositor foi levado para lá, com honras e transporte militares, a bordo do vapor Itaipu. Antes, na setecentista Catedral da Sé no Pará, foi celebrada uma missa de réquiem, entoando-se uma Elegia a Carlos Gomes. Seu ataúde dominava o centro de um monumento funerário de quatorze metros de altura, em um catafalco encomendado por Lauro Sodré. O culto aos grandes homens dava forma à religião cívica do positivismo e exaltava os nomes reconhecidos pela humanidade. Ao final das cerimônias litúrgicas e ao deixar o porto de Belém, rumo a Santos.

Pouco antes de morrer, diante do estado de saúde do compositor, o governo de São Paulo autorizou uma pensão mensal de dois contos de réis, enquanto ele vivesse e, por sua morte, de quinhentos mil réis, aos seus filhos, até completarem a idade de 25 anos. Nessa ocasião, existiam somente dois filhos do compositor e maestro. Dias antes de sua morte, Carlos Gomes diria, fatalista: 
| “ | Qual, o mano Juca não chega... Eu sou mesmo o mais caipora dos caipiras... | ” |

O corpo do compositor encontra-se hoje no magnífico monumento-túmulo, em Campinas, sua terra natal, na Praça Antônio Pompeu. A duas quadras dali está o Museu Carlos Gomes, que reúne objetos e partituras do compositor.
Em 1936 foi comemorado o centenário de seu nascimento, com grandes solenidades em todo o país.

## Epílogo

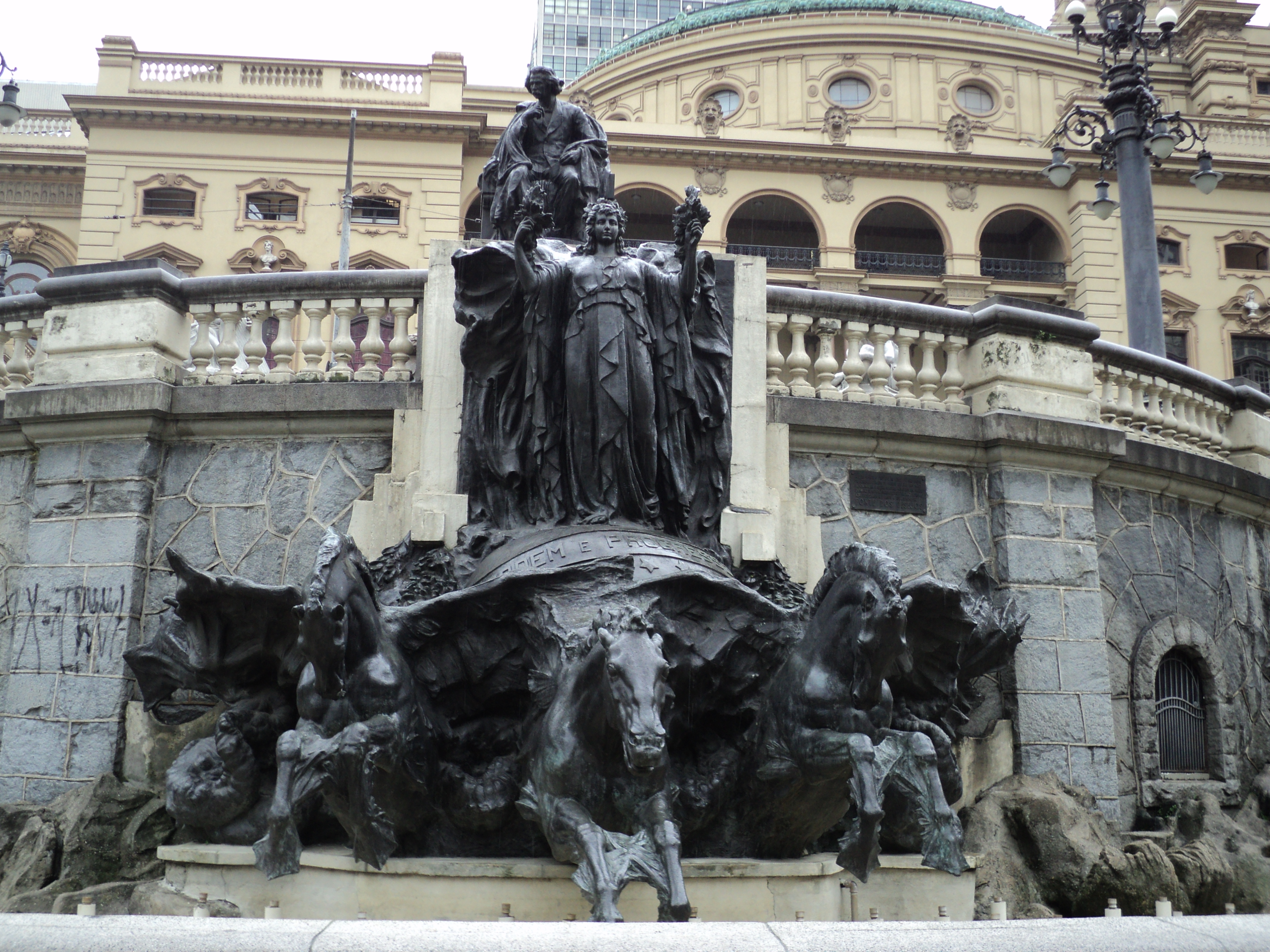
Monumento a Carlos Gomes na Praça Ramos de Azevedo, em frente ao Theatro Municipal de São Paulo. Observa-se a estátua de Carlos Gomes sentado ao topo do monumento.

Carlos Gomes faz jus também ao nosso reconhecimento pelo seu grande espírito de brasilidade, que sempre conservou, mesmo no estrangeiro. Quando da estreia O Guarani, em Milão, o famoso tenor italiano Villani, escolhido para o papel de Peri, criou um problema: ele usava barbas, e recusava-se a raspá-las. Carlos Gomes protestou: "Onde se vira índio brasileiro barbado?" mas, afinal, tudo se acomodou. O tenor era um dos grandes cartazes da época e não podia ser dispensado. Assim, acabou cantando, após disfarçar os pelos, com pomadas e outros ingredientes.
A procura de instrumentos indígenas foi outro tormento para o maestro. Em certos trechos de música nativa, eram necessários borés, tembis, maracás ou inúbias. Andou por toda a Itália, mas não os encontrou. Foi preciso mandar fazê-los, sob sua direção, numa afamada fábrica de órgãos, em Bérgamo.

## Homenagem
Existe uma homenagem localizada na cidade de Campinas em homenagem ao maestro. O Monumento Túmulo de Carlos Gomes é uma obra do escultor Rodolfo Bernadelli localizada em espaço público na cidade. O monumento foi inaugurado em 16 de setembro de 1905, quando o corpo de Carlos Gomes foi trazido de volta a sua cidade natal. A pedra fundamental do local foi lançada por Santos Dumont.
O monumento-túmulo é feito em granito e tem a cantora lírica Maria Monteiro na base, representando a cidade de Campinas, e no topo, uma imagem em tamanho real do maestro, como se ele estivesse regendo uma orquestra. O monumento está localizado na Praça Bento Quirino.

## Representações na cultura

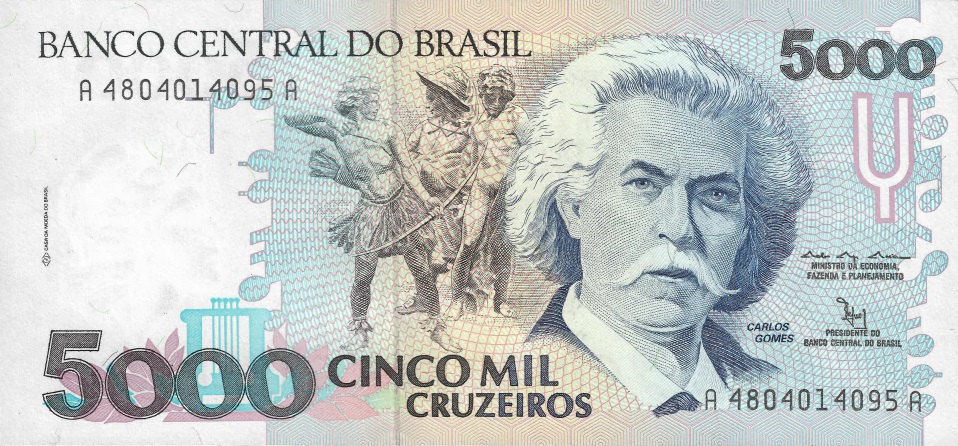
Sua face em uma nota de de 5000 cruzeiros, de 1992.

- Carlos Gomes já foi retratado como personagem na televisão, interpretado por Paulo Betti na minissérie "Chiquinha Gonzaga" (1999).[19]
- Teve sua efígie impressa nas notas de Cr$ 5 000,00 (cinco mil cruzeiros) de 1990[20] e em moedas de trezentos réis que foram emitidas em 1936 e 1937.[21]
- O livro Carlos Gomes - Documentos Comentados (2007) de Marcus Góes, da Algol Editora traz documentos históricos de Carlos Gomes e cartas.[22]
- Livro Homenagem a memoria de Carlos Gomes, organizado pela " Academia de Amadores da Música" de Lisboa, pela Editora Cia Nacional em 1897.
- O livro O selvagem da ópera (1994) de Rubem Fonseca, um romance, biografia, argumento cinematográfico toma episódios da vida de Carlos Gomes como base para seu enredo.

## Montagens brasileiras

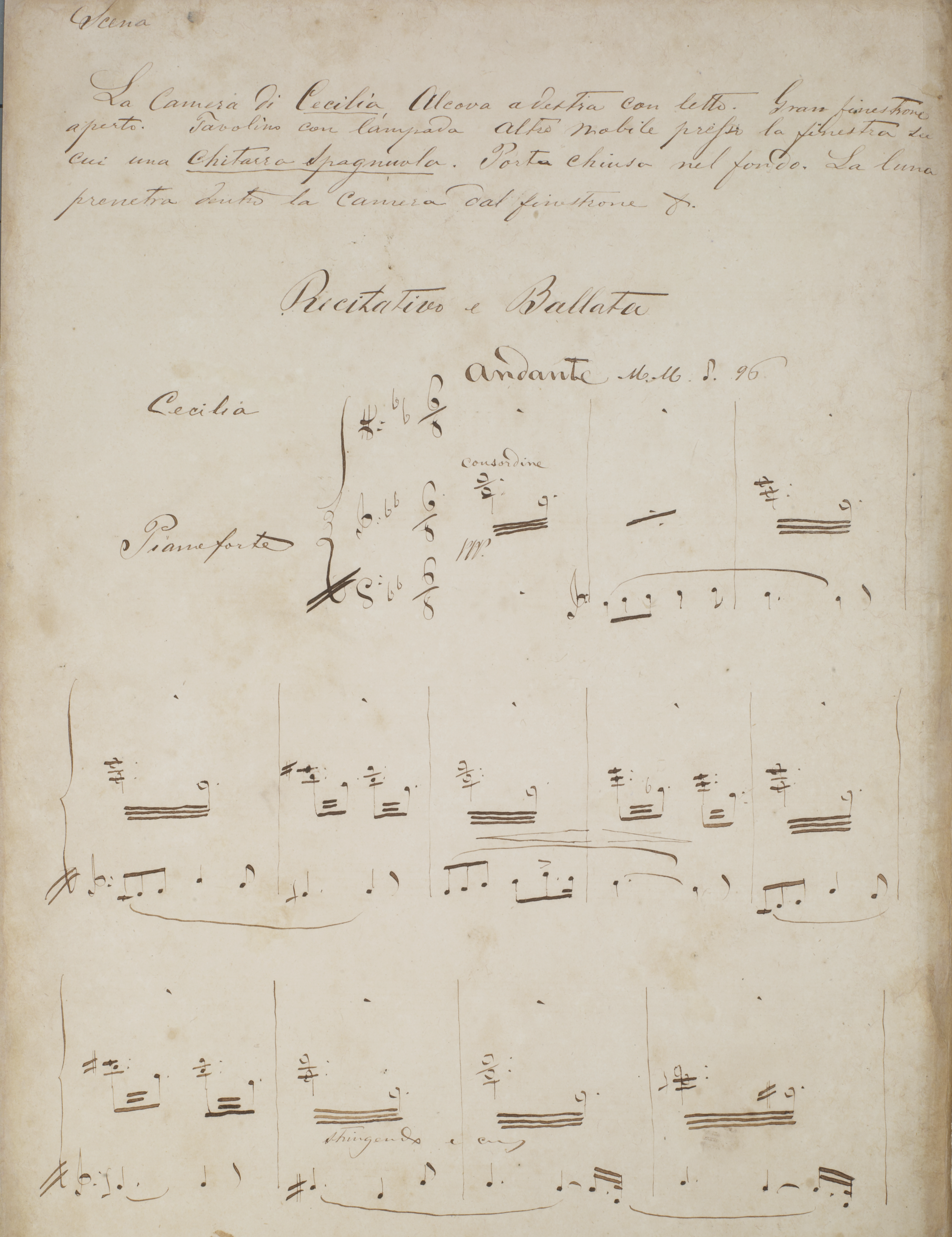
Parte original da Ópera O Guarani.

- Maria Tudor - com regência do maestro Luiz Fernando Malheiro e a soprano Eliane Coelho. Essa produção foi realizada pela Casa da Ópera em Sófia, Bulgária e gravada em CD e vídeo.
- O Guarani - montagens no Teatro Alfa, com regência de Isaac Karabtchevsky e em Portugal, produção da Casa da Ópera no Teatro Nacional de São Carlos, com regência de Luiz Fernando Malheiro. Coprodução da Casa da Ópera e Ópera Nacional da Bulgária Regência Júlio Medaglia 1996/97.
- O Guarani - Montagem do Theatro da Paz - com regência de Roberto Duarte e interpretação do tenor paulista Richard Bauer, como Pery, e o soprano Adriane Queiroz, paraense radicada em Berlim.
- Fosca - montagem brasileira da Casa da Ópera em Sófia, na Bulgária, com reapresentação no Theatro Municipal de São Paulo, Theatro da Paz e Teatro Amazonas.
- Condor - montagem no Teatro Amazonas e reapresentação no Teatro universal de São Paulo, em 2005.
- Colombo - montagem no Teatro Municipal de São Paulo com regência de Rogério Duarte e Sebastião Teixeira como Cristóvão Colombo
- Lo Schiavo - com direção e produção de Fernando Bicudo, em 1998, no Theatro Municipal de São Paulo, Theatro Municipal do Rio de Janeiro, Palácio das Artes de Belo Horizonte, Teatro Nacional Cláudio Santoro, Theatro da Paz de Belém e Teatro Artur Azevedo de São Luís do Maranhão e remontagem em Campinas, em 2004, com regência de Cláudio Cruz, interpretado pelo barítono Sebastião Teixeira que ganhou Prêmio Carlos Gomes de 1999, por sua interpretação.
- O Guarani - Montagem da versão integral (revisão de Roberto Duarte) em 2002, em coprodução entre a Casa da Ópera e o Palácio das Artes, em Belo Horizonte - regência de Emilio de César, com a direção de Cleber Papa.

Veja as partituras de Carlos Gomes disponíveis em licença livre no Wikimedia Commons

## Óperas
- A Noite do Castelo (Rio de Janeiro,1861)
- Joana de Flandres (Rio de Janeiro,1863)
- Il Guarany (Milão, 1870)
- Fosca (Milão, 1873)
- Salvator Rosa (Genova, 1874)
- Maria Tudor (Milão, 1879)
- Lo Schiavo (Rio de Janeiro, 1889)
- Condor (Milão, 1891)
- Colombo (Rio de Janeiro, 1892)

## Outras informações

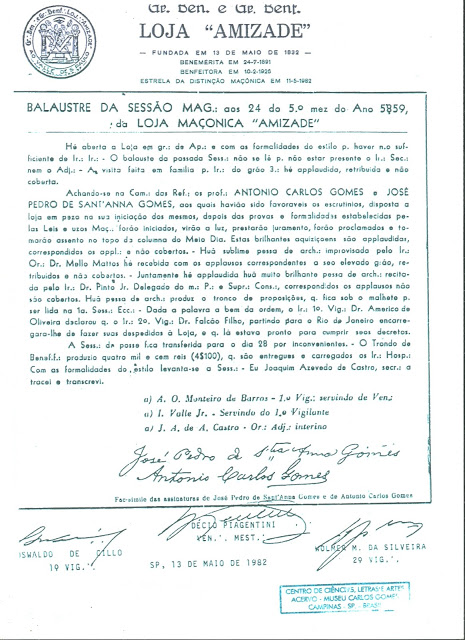
Ata da iniciação de Carlos Gomes.

Durante uma de suas visitas a São Paulo, Pietro Mascagni (autor de Cavalleria Rusticana) que era amigo de Carlos Gomes, ficou intrigado com o monumento da Praça Ramos de Azevedo que acabara de ser inaugurado. 
"Admirei o conjunto, mas não reconheci a fisionomia do maestro esculpida no bronze", conta. "Soube depois que se tratava do busto do General José Gomes Pinheiro Machado. Não me contive e fui procurar o Sr. Washington Luís, que a princípio se mostrou incrédulo, só se convencendo com provas. O governo mandou retirar o busto e substituí-lo pelo verdadeiro". 
Graças a Mascagni, a estátua que vemos junto ao Theatro Municipal de São Paulo hoje, tem a cabeça certa.
O compositor também foi maçom, iniciado na ordem no dia 24 do 5º mês, em 1859, junto com o seu irmão, José Pedro de Sant'Anna Gomes, em São Paulo, no antigo Grande Oriente Brasileiro.
Importante mencionar que existem quatro Lojas Maçônicas no Estado de São Paulo, as quatro regulares e em atividade, que o compositor e poeta é patrono, uma na Cidade de Campinas; uma na Cidade de Jaguariúna, uma na cidade de Tupã e outra na Capital.  A Loja da Capital foi fundada em 30 de setembro de 1950, a "A.R.L.S. CARLOS GOMES" - Grande Benfeitora da Ordem - número 1.598 - Filiada ao Grande Oriente de São Paulo e Federada ao Grande Oriente do Brasil, reuniões as terças feiras e sua sede situa-se na Rua Pe. Machado, 928 - Vila Mariana - S.P. - site: lojacarlosgomes.mvu.com.br
Também como fato marcante da história na cidade de Campinas, o Guarani Futebol Clube, o único campeão brasileiro do interior, foi batizado em homenagem à obra-prima do compositor Carlos Gomes, Il Guarany. O clube foi fundado em 1911, por alguns jovens de ascendência italiana e um jovem de ascendência alemã.